# Senele Dlaminiová
 Senele Dlaminiová (* 1. dubna 1992 Lobamba) je plavkyně ze Svazijska.
Zúčastnila se Letních olympijských her 2008 v Pekingu, kde startovala v plavání v disciplíně 50 m volným stylem. V rozplavbě měla čas 28,70 sekund, což jí dalo celkové 61. místo.